# Fred Shero
Frederick Alexander "Fred" Shero, född 23 oktober 1925, död 24 november 1990, var en kanadensisk professionell ishockeyback och ishockeytränare.

## Spelare
Fred Shero tillbringade tre säsonger som spelare i den nordamerikanska ishockeyligan National Hockey League (NHL), där han spelade för New York Rangers. Han producerade 20 poäng (sex mål och 14 assists) samt drog på sig 137 utvisningsminuter på 145 grundspelsmatcher.
Shero spelade bland annat också för Winnipeg Warriors i Western Hockey League (WHL) och New Haven Ramblers, Cincinnati Mohawks och Cleveland Barons i American Hockey League (AHL).

### Statistik
| 1942–1943  | St. James Monarchs             | MJHL       | 16  | 3  | 3  | 6   | 2   | 4  | 1 | 1 | 2 | 2  |
| 1943–1944  | New York Rovers                | EAHL       | 15  | 5  | 7  | 12  | 6   | —  | — | — | — | —  |
|            | Brooklyn Crescents             | EAHL       | 29  | 11 | 14 | 25  | 7   | 10 | 2 | 5 | 7 | 8  |
| 1944–1945  | Port Arthur Navy               | TBJHL      | 1   | 0  | 0  | 0   | 2   | —  | — | — | — | —  |
|            | Winnipeg Rangers               | MJHL       | 29  | 11 | 14 | 25  | 7   | 10 | 2 | 5 | 7 | 8  |
|            | Winnipeg HCMS Chippewas        | WNDHL      | 15  | 5  | 8  | 13  | 16  | 6  | 2 | 2 | 4 | 4  |
| 1945–1946  | New York Rovers                | EAHL       | 30  | 10 | 15 | 25  | 20  | 12 | 2 | 5 | 7 | 8  |
| 1946–1947  | New Haven Ramblers             | AHL        | 3   | 0  | 0  | 0   | 6   | —  | — | — | — | —  |
|            | New York Rovers                | EAHL       | 46  | 9  | 22 | 31  | 44  | 9  | 1 | 3 | 4 | 25 |
| 1947–1948  | New York Rangers               | NHL        | 19  | 1  | 0  | 1   | 2   | 6  | 0 | 1 | 1 | 6  |
|            | St. Paul Saints                | USHL       | 40  | 9  | 14 | 23  | 20  | —  | — | — | — | —  |
| 1948–1949  | New York Rangers               | NHL        | 59  | 3  | 6  | 9   | 64  | —  | — | — | — | —  |
| 1949–1950  | New York Rangers               | NHL        | 67  | 2  | 8  | 10  | 71  | 7  | 0 | 1 | 1 | 2  |
|            | New Haven Ramblers             | AHL        | 2   | 1  | 0  | 1   | 0   | —  | — | — | — | —  |
| 1950–1951  | Cincinnati Mohawks             | AHL        | 65  | 5  | 17 | 22  | 94  | —  | — | — | — | —  |
| 1951–1952  | Cleveland Barons               | AHL        | 15  | 2  | 2  | 4   | 10  | 3  | 0 | 1 | 1 | 2  |
|            | Seattle Ironmen                | PCHL       | 43  | 1  | 16 | 17  | 46  | —  | — | — | — | —  |
| 1952–1953  | Cleveland Barons               | AHL        | 64  | 4  | 14 | 18  | 54  | 9  | 2 | 1 | 3 | 16 |
| 1953–1954  | Cleveland Barons               | AHL        | 69  | 21 | 32 | 53  | 95  | 9  | 2 | 3 | 5 | 16 |
| 1954–1955  | Cleveland Barons               | AHL        | 37  | 8  | 14 | 22  | 54  | —  | — | — | — | —  |
| 1955–1956  | Winnipeg Warriors              | WHL        | 59  | 8  | 24 | 32  | 99  | 6  | 0 | 2 | 2 | 8  |
| 1956–1957  | Winnipeg Warriors              | WHL        | 66  | 8  | 24 | 32  | 52  | —  | — | — | — | —  |
| 1957–1958  | Cataractes de Shawinigan Falls | LHQ        | 48  | 1  | 5  | 6   | 50  | 4  | 0 | 1 | 1 | 10 |
| NHL totalt | NHL totalt                     | NHL totalt | 145 | 6  | 14 | 20  | 137 | 13 | 0 | 2 | 2 | 8  |
| WHL totalt | WHL totalt                     | WHL totalt | 125 | 16 | 48 | 64  | 151 | 6  | 0 | 2 | 2 | 8  |
| AHL totalt | AHL totalt                     | AHL totalt | 255 | 41 | 79 | 120 | 313 | 21 | 4 | 5 | 9 | 34 |

## Tränare
Shero inledde sin tränarkarriär på professionell nivå med att träna St. Paul Saints (IHL), St. Paul Rangers (CPHL), Omaha Knights (CPHL/CHL) och Buffalo Bisons (AHL). År 1971 fick han chansen att vara tränare i NHL när han utsågs till tränare för Philadelphia Flyers. Shero förde Flyers till Stanley Cup-vinster för säsongerna 1973–1974 och 1974–1975. Han blev också utsedd till årets tränare och fick motta Jack Adams Award för den säsongen som den första Stanley Cup bärgades. År 1978 lämnade Shero Flyers och återvände till sitt gamla lag New York Rangers. Han var där fram tills 1980 när han avgick.
År 1980 fick han också motta Lester Patrick Trophy för sina insatser att sprida ishockeyn i USA. År 2013 blev Shero invald i Hockey Hall of Fame postumt.

### Statistik
Källa: 
| Lag                 | Säsong    | Grundserie | Grundserie | Grundserie | Grundserie | Grundserie | Grundserie    | Slutspel                       |  |
| Lag                 | Säsong    | Matcher    | Vinster    | Förluster  | Oavgjorda  | Poäng      | Placering     | Resultat                       |  |
| ------------------- | --------- | ---------- | ---------- | ---------- | ---------- | ---------- | ------------- | ------------------------------ |  |
| Philadelphia Flyers | 1971–1972 | 78         | 26         | 38         | 14         | 66         | 5:a i West    | Missade slutspel.              |  |
| Philadelphia Flyers | 1972–1973 | 78         | 37         | 30         | 11         | 85         | 2:a i West    | Förlorade i andra rundan.      |  |
| Philadelphia Flyers | 1973–1974 | 78         | 50         | 16         | 12         | 112        | 1:a i West    | Vann Stanley Cup.              |  |
| Philadelphia Flyers | 1974–1975 | 80         | 51         | 18         | 11         | 113        | 1:a i Patrick | Vann Stanley Cup.              |  |
| Philadelphia Flyers | 1975–1976 | 80         | 51         | 13         | 16         | 118        | 1:a i Patrick | Förlorade Stanley Cup-finalen. |  |
| Philadelphia Flyers | 1976–1977 | 80         | 48         | 16         | 16         | 110        | 1:a i Patrick | Förlorade i tredje rundan.     |  |
| Philadelphia Flyers | 1977–1978 | 82         | 45         | 20         | 15         | 100        | 2:a i Patrick | Förlorade i tredje rundan.     |  |
| New York Rangers    | 1978–1979 | 80         | 40         | 29         | 11         | 91         | 3:a i Patrick | Förlorade Stanley Cup-finalen. |  |
| New York Rangers    | 1979–1980 | 80         | 38         | 32         | 10         | 86         | 3:a i Patrick | Förlorade i andra rundan.      |  |
| New York Rangers    | 1980–1981 | 20         | 4          | 13         | 3          | 11         | ?:a i Patrick | Avgick.                        |  |
| Totalt              | Totalt    | 734        | 390        | 225        | 119        | 899        |               |                                |  |

## Privat
Fred Shero var far till Ray Shero. Han var också svåger till Steve Witiuk i och med Witiuks äktenskap med Sheros syster Dora Shero.
Den 24 november 1990 avled Fred Shero av cancer i Camden i New Jersey i USA vid 65 års ålder.